# Fikri Sönmez
Fikri Sönmez (* 1938 in Ordu; † 4. Mai 1985 in Amasya) war Bürgermeister des Bezirks Fatsa in der türkischen Provinz Ordu. Er wurde 1980 im Zuge einer Militäraktion aus dem Amt entfernt, mit der Begründung, er habe im Bezirk eine separatistische und sozialistische Volksregierung gegründet.

## Jugend
Er wurde 1938 im Dorf Kabakbağ in der Provinz Ordu, nach anderen Angaben in der Stadt Ordu (Altınordu)  geboren. Als Kind einer armen Familie begann er nach der Grundschule in einer Schneiderei zu arbeiten.
In den 1960er Jahren wurde er Mitglied der Arbeiterpartei der Türkei. Er wurde ein Aktivist der Gruppe Devrimci Gençlik (Revolutionäre Jugend), einer politischen Jugendorganisation der türkischen 68er-Bewegung. In den politischen Diskussionen und Gruppierungen am Ende der 1960er Jahre stand er der Gruppe THKP-C um Mahir Çayan nahe. Nach dem Militärputsch am 12. März 1971 wurde er verhaftet, saß zwei Jahre im Gefängnis, wurde aber freigesprochen. Nach der Entlassung aus dem Gefängnis machte er mit politischen Aktivitäten in Provinzen an der Schwarzmeerküste wie Giresun, Ordu und Samsun weiter.

## Bürgermeister
1979 kandidierte er, obwohl bereits drei Attentate auf ihn verübt worden waren, als unabhängiger Kandidat bei der Bürgermeisterwahl in Fatsa und wurde mit 62 % der Stimmen gewählt. Als Bürgermeister veränderte er die Verwaltungsstruktur des Bezirks und baute Volksräte auf, die Selbstverwaltungsorgane der Einwohner sein sollten. Er versuchte einerseits, eine aktive Beteiligung der Einwohner an der kommunalen Politik zu ermöglichen, andererseits eine aktive gesellschaftliche Kontrolle über die Bezirksregierung abzusichern. Er organisierte jeden zweiten Monat eine Volksversammlung, bei der nicht nur die Politik der kommunalen Regierung, sondern auch gesellschaftliche Probleme wie Alkoholismus, Spielsucht, Gewalt an Frauen u. ä. diskutiert wurden. Diese Versammlungen hatten auch das Recht, Beamte abzusetzen.
Eine der wichtigsten Aktionen der Selbstverwaltung war die „Kampagne gegen den Sumpf“. Nach dem Erfolg dieser Aktion wurde ein Volksfest organisiert, wo viele oppositionelle Musiker auftraten.
Während diese Selbstverwaltung zu einem Symbol der linksorientierten Organisationen wurde, übten die konservativen und rechtsextremistischen Politiker wie der damalige Premierminister Süleyman Demirel und die Medien daran scharfe Kritik.
Am 11. Juli 1980 wurde die Selbstverwaltung durch die sogenannte „Punktoperation“ beendet, obwohl sich die kommunalen Organisationen anderer politischen Parteien gegen eine Militäraktion äußerten. An der Operation nahmen nicht nur Militärtruppen, sondern auch vermummte Mitglieder rechtsextremistischer Organisationen teil. Sönmez wurde verhaftet und schwer gefoltert.
In folgenden Jahren blieb er im Gefängnis. Wegen der Folter und der Bedingungen im Gefängnis verschlechterte sich sein Gesundheitszustand und er verstarb am 4. Mai 1985 im Gefängnis an Herzversagen.